# Marco Terzani
Marco Terzani je fiktivni policijski inspektor iz kriminalističke TV serije "Inspektor Rex". Bio je poglavar rimskog Odjela za ubojstva i Rexov vlasnik. Utjelovio ga je Francesco Arca.

## Životopis
Marco Terzani je rimski policijski inspektor i poglavar rimskog Odjela za ubojstva. U 16. sezoni je zamijenio Davida Riveru i postao vlasnik njemačkog ovčara Rexa. Zajedno s njim i svojim pomoćnicima, Carlom Papinijem i Annamariom Fiori, pobijedio je mnoge kriminalce u Rimu, ali i šire. Posljednji put se pojavio u posljednjoj epizodi 18. sezone, "Soba 110".